# Michel Roquebert
Michel Roquebert   (Bordeus, 7 d'agost de 1928 - Tolosa, 15 de juny de 2020) fou un escriptor francès, especialista en el catarisme.
Filòsof de formació, va treballar com a crític d'art pel diari La Dépêche du Midi a Tolosa de Llenguadoc. Va publicar el seu primer treball històric el 1966 amb Citadelles du vertige, i va ser aquest mateix any que començà l'elaboració de la seva obra magna L'Epopée cathare. Aquesta obra consta de cinc volums (el primer va veure la llum el 1970 i el darrer el 1998) i és una reconstrucció fil per randa de la història del catarisme occità. El primer d'aquests cinc volums, L'Invasion, li valgué a Michel Roquebert el Grand Prix d'Histoire (Grand Prix Gobert) de l'Académie Française. En un altre format, però sense deixar el tema dels càtars, va realitzar els anys 1978 i 1981 els guions dels còmics Aymeric et les Cathares i Aymeric à Montségur, amb dibuixos de Gérald Forton i publicats per Éditions Loubatières. També de 1985 a 1992, Michel Roquebert va presidir el Groupe de Recherches Archéologiques de Montségur et ses Environs (GRAME).